# Tajska tradycja leśna

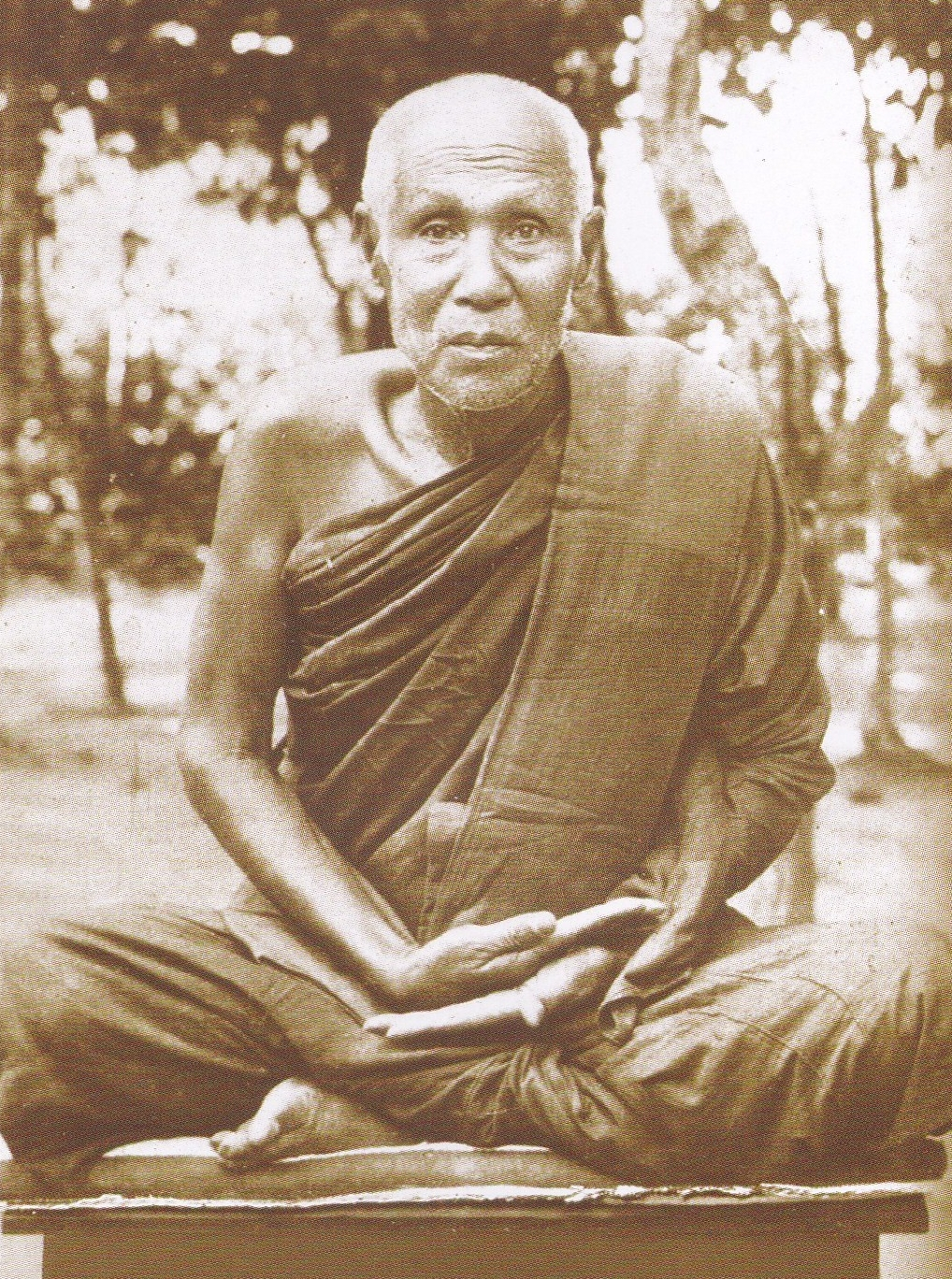
Ajahn Sao Kantasīlo (1859–1942) – jeden z nauczycieli tradycji leśnej buddyzmu therawady

Tajska tradycja leśna - (z Pali: kammaṭṭhāna [kəmːəʈʈʰaːna] - „miejsce pracy”) – jedna z linii buddyzmu therawady
Początki tajskiej tradycji leśnej buddyzmu therawady datuje się na ok. 1900, kiedy buddyjski nauczyciel Ajahn Mun Bhuridatto zapoczątkował praktykę buddyzmu i jego medytacji, zgodnie z normatywnymi standardami kanonu palijskiego, wiernymi wczesnym przekazom na temat nauk Buddy. Dążył do odrodzenia wczesnego buddyzmu, nalegając na ścisłe przestrzeganie buddyjskiego kodeksu monastycznego, znanego jako Winaja Pitaka, oraz nauczając praktyki jhāny i urzeczywistnienia nirwany.

## Historia

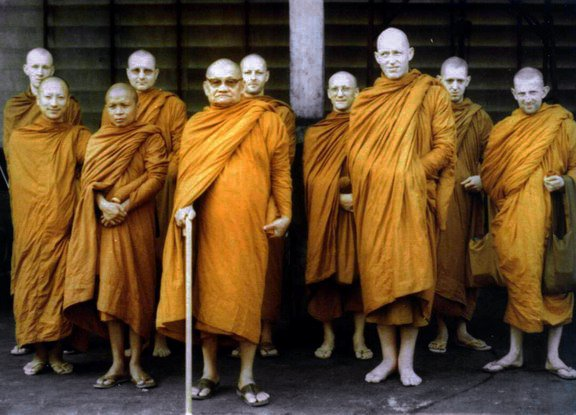
Ajahn Chah (trzymający laskę) w 1980

Początek tradycji leśnej Kammaṭṭhāna datuje się na przełom XIX i XX wieku od działalności mnicha Ajahna Mun Bhuridatto, ucznia Ajahna Sao Kantasīlo, który postulował praktykowanie buddyjskiego monastycyzmu i jego medytacje, zgodnie z normatywnymi standardami wczesnego buddyzmu, który Ajahn Mun nazwał „zwyczajami szlachetnych”.
W początkowych latach działalności szkoły, nauki Ajahna Muna spotkały się z ostrym sprzeciwem środowisk buddyjskich. Od lat 30. XX wieku grupa Ajahna Muna została uznana za formalną frakcję buddyzmu tajskiego. W latach 60. XX wieku tajska tradycja leśna buddyzmu zaczęła być praktykowana na Zachodzie. Centralną postacią dla popularyzacji na Zachodzie tradycji leśnych tajskiego buddyzmu jest Ajahn Chah (1918–1992), który założył własną społeczność medytacyjną mnichów buddyjskich. W latach 70. Ajahn Chah i Ajahn Sumedho (Robert Karr Jackman) założyli Wat Pah Nanachat, międzynarodowy leśny klasztor w Ubon Ratchatani, w którym posługiwano się językiem angielskim. W latach 80. tradycja leśna Ajahna Chaha rozszerzyła się na cywilizację zachodnią wraz z założeniem klasztoru Amaravati w Wielkiej Brytanii. Leśna tradycja Ajahna Chaha rozszerzyła się od tego czasu na Kanadę, Niemcy, Włochy, Nową Zelandię i Stany Zjednoczone. Kontynuacją leśnej tradycji Ajahna Chah'a jest współcześnie działalność Ajahna Brahma. W 2022 roku rozpoczęła się procedura związana z utworzeniem w Polsce związku wyznaniowego theravādy w tradycji leśnego buddyzmu Ajahna Brahma pod nazwą Polski Związek Wczesnego Buddyzmu (PZWB).

## Praktyka
Jak każda z odmian buddyzmu therawady, leśna tradycja skupia się na podstawach wczesnego buddyzmu, oparych na tzw. kanonie palijskim, który ma zawierać najwcześniejsze zapiski nauczania Buddy. Specyfika praktyki leśnej skupia się ściśle na życiu w dyscyplinie oraz medytacji. Prowadzenie surowego życia ma pozwalać na bezpośrednie zbadanie podstawowych przyczyny cierpienia i wewnętrzne kultywowanie ścieżki prowadzącej do wolności od cierpienia. 
Celem praktyk medytacyjnych w tajskiej tradycji leśnej jest osiągnięcie nieśmiertelności (pali: amata-dhamma), czyli nibbāny. Buddyści z linii tajskiej tradycji leśnej therawady nauczają, że nibbānę należy osiągnąć poprzez trening umysłowy, który obejmuje głębokie stany medytacyjnej koncentracji (pali: jhāna) oraz poprzez dążenie do bycia uwolnionym od wszystkich pragnień. 